# 越战纪念碑
越战纪念碑（英語：Vietnam War Memorial），正式名称为越南退伍军人纪念碑（英語：Vietnam Veterans Memorial），位于美国首都华盛顿，是一个纪念在越南战争中服役的美国士兵的国家战争纪念碑。纪念碑包括三個部份：越南阵亡军人纪念墙、三位（男）战士雕像和三位女兵（及一名男伤员）雕像，其中以纪念墙最为出名。纪念碑普遍地被称為「越战纪念碑」、「越战墙」或简称为「墙」。
越南退伍军人纪念碑在宪法花园中，位於林肯纪念堂的东北，附近是國家廣場。越南退伍軍人紀念牆是由美国華裔建筑师林璎设计，主要部份于1982年完工。纪念碑由美国国家公园管理局维护，每年大约有3百万个访客。

## 历史

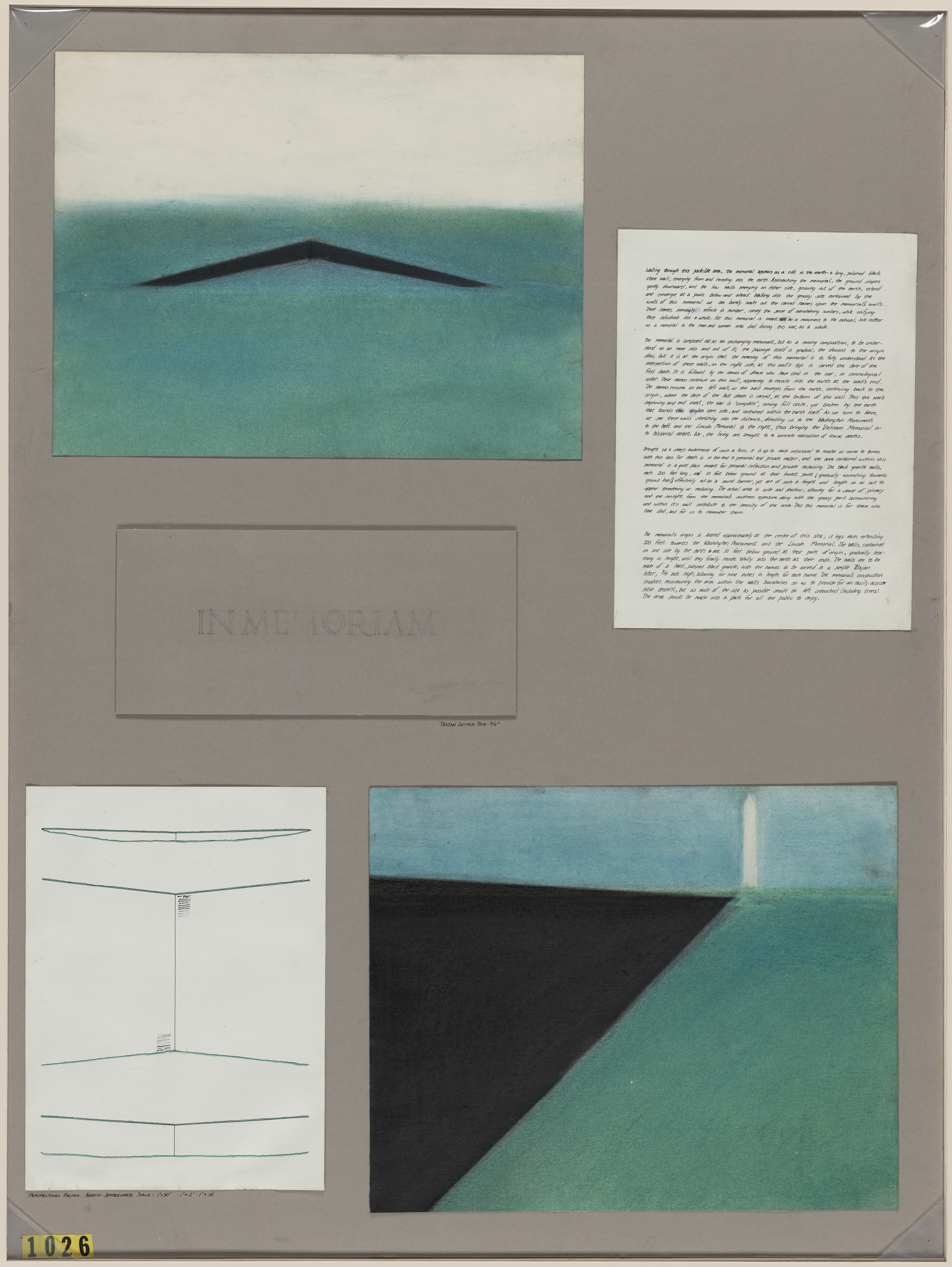
林瓔的設計圖

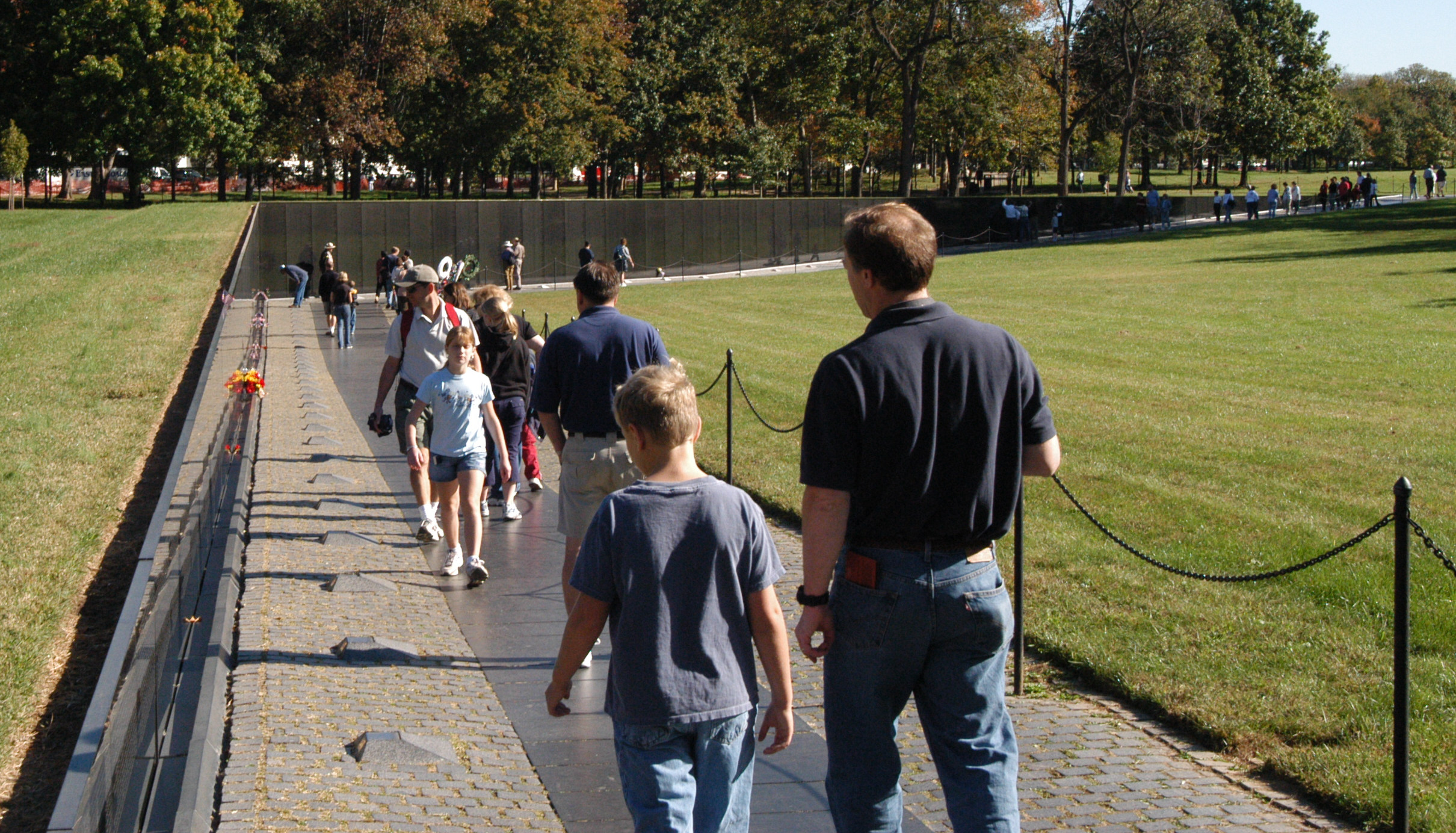
越战墙

1975年4月30日，越南共和国首都西贡（今胡志明市）淪陷，越南统一，越戰結束。1978年，五角大楼建议，不再将两名身分不明的越南退伍军人的尸体加入无名战士墓，而是在墓后增加勋章展览，并立匾：“让世人尽知，美利坚合众国感谢那些响应国家号召的美国士兵”。退伍军人事理小组以后将声明改变为：“让世人尽知，美利坚合众国感谢那些在越南战争中在东南亚光荣地服役过的士兵。”1978年，美国国会在越南协调会议（由退伍军人议员组成）的推动下，讨论创造一个“越战退伍军人周”来对越战幸存者表示敬意。
一名受伤的越南退伍军人Jan Scruggs受到影片《猎鹿人》的启发，在他大力推动下，於1979年4月27日成立了非盈利性组织「越战退伍军人纪念基金会」以建立越战退伍军人纪念碑。最终的私人捐赠累积到840万美元。
1980年7月1日，国会批准在林肯纪念堂的东北，国家大草坪（The National Mall）附近的宪法花园的三英亩地为纪念碑碑址。纪念碑将由国家大草坪和纪念公园小组之下的国家公园管理局管理。国会宣布设计比赛。1980年12月29日，2,573人登记参加奖金$20,000的设计比赛。1981年3月31日，總共收到了1,421宗設計方案。选拔委员会將设计陈列在安德魯斯空军基地的機庫，展覽面积超过35,000英畝。设计的作者匿名，只有数字编号。所有设计经过所有评审委员审查；设计筛选到232個，最后39個。评审委员会选择了第1026号设计。
1981年5月6日，建筑师评审员和雕塑家（Harry Weese、Richard Hunt、Garret Eckbo、Costantino Nivola、James Rosati、Grady Clar、Hideo Sasaki、Pietro Belluschi、Paul Spreiregen），从1,421个设计中，一致选择了林璎的设计作为优胜者。林璎是生於俄亥俄州雅典市的一名21岁的耶鲁大学建筑系学生，是中國建築師林徽因的侄女；她最初设计了纪念墙来作为学期项目。她的设计沒有許多战争纪念碑的传统元素，譬如爱国文字和英雄雕像，旗竿和裝饰性雕塑，引起争议。林的亚裔身份也是一个敏感问题。在1982年纪念碑揭幕仪式甚至都没提到她的名字。

## 结构
纪念墙壁平面为一个平放的V字形，东翼指向华盛顿纪念碑，西翼指向林肯纪念堂，在几米高的黑色的大理石碑墙上，刻着57000多名在1959年至1975年间在越南战争中阵亡者的的姓名。整个碑墙被置于大片草坪中，用绿地衬托碑体。林璎用两边低中间高的标高差形成的天然地形使碑文所铭刻的名字从两边向中间不断增多，使人由心底里萌生一种奇异的心理，具有无可抗拒的感染力。在这没有英雄形象的纪念碑下，在这刻满了死去人名的大墙下，人们思考着战争与和平，慰安无数美国士兵牺牲他乡的灵魂。

## 反应

### 正面
许多退伍军人感受纪念碑特别的感人。一位士兵在录影中被引述“这是一个我能静静地悼唁我的朋友的安静的地方。那是我所希望做的。”纪念碑在美國建築師協會評選的美國最受喜愛建築中名列第十。

### 負面
在林璎的纪录片《强烈而清晰的洞察力》中，人们对入选的设计有复杂而强烈的反应。在第二次世界大战、朝鲜战争和越南战争中酝酿的种族主义使林璎受到严格的审查，因為她是中国人。其他士兵抱怨它太像在地面丑恶的伤痕，反射美国政府和公众对战争和它的退伍军人的耻辱态度。

## 移动的墙

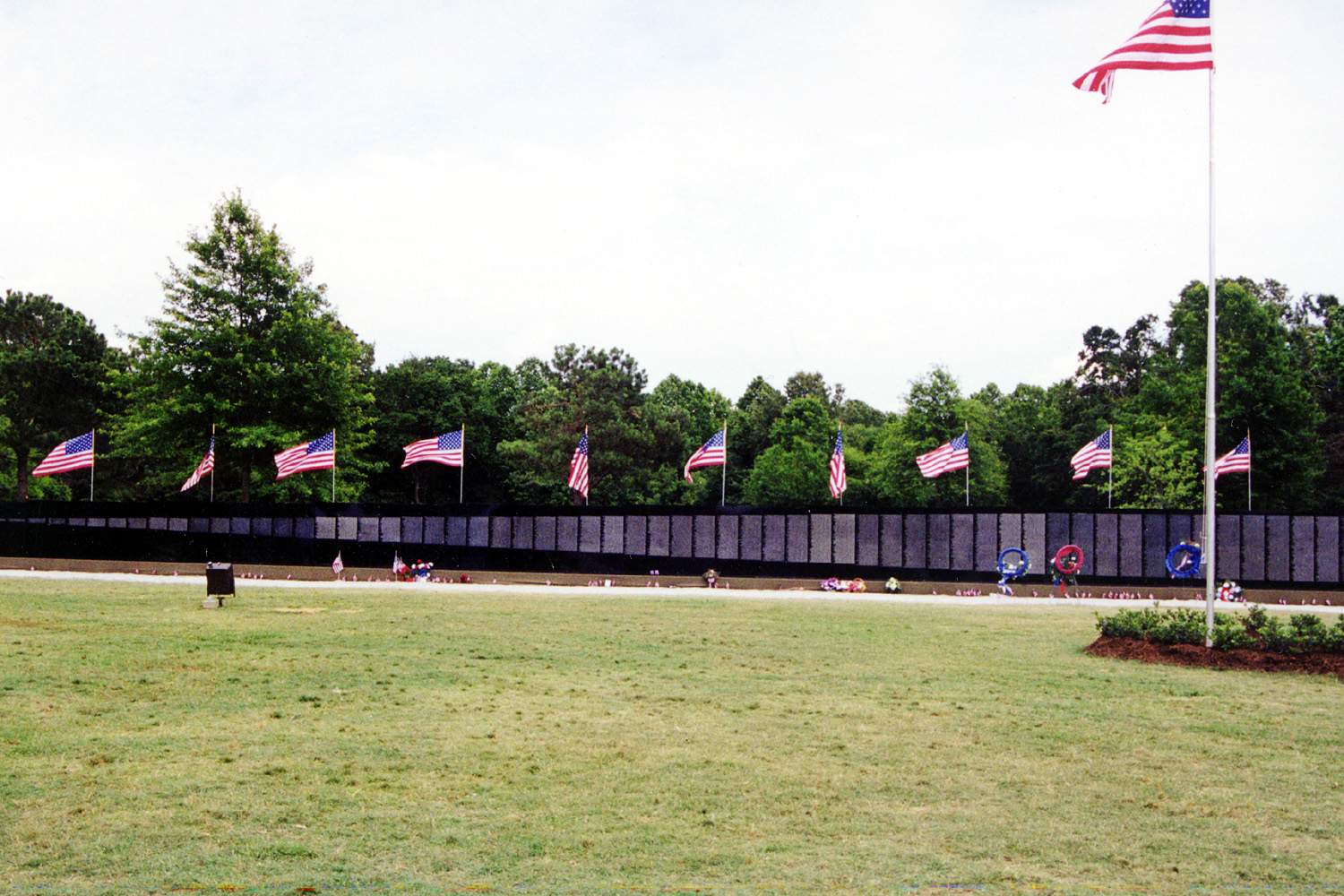
移动的墙

加利福尼亚州史塔克頓的越戰退伍军人 John Devitt 出席了1982年越南退伍军人纪念碑落成仪式。认识到墙壁的療癒本质，他发誓做一个可移动的墙壁，使那些不能到华盛顿特区的人能看到和摸到朋友或他们所爱的人的名字。
约翰自己出資成立了越战退伍军人有限公司。在一些朋友帮助下，他建成了一个一半大小的越南退伍军人纪念碑复制品，被命名“移动的墙壁”（亦称旅行的墙），并且于1984年在德克萨斯州的泰勒市向公众首次展出。
移动的墙壁很快游历了美国上百个小镇和城市，在各个站点停留五或六天。退伍军人组织或其它民事小组在几个月前为移动墙的停留做好安排。全美上千人志愿捐赠了他们的时刻和金钱对死亡者表示尊敬。
由于许多城市希望移动墙的参观，1987年越南作战退伍军人建立了第二个移动墙。1989年增加了第三个。2001年当中的一个移动墙由于磨损被停用。
在2006年以前移动墙的故乡访问超过1000次。每次访问参观人数从5,000到超过50,000不等；访客的总估计是成千上万。

## 外部連結
- 维基共享资源上的相關多媒體資源：越战纪念碑

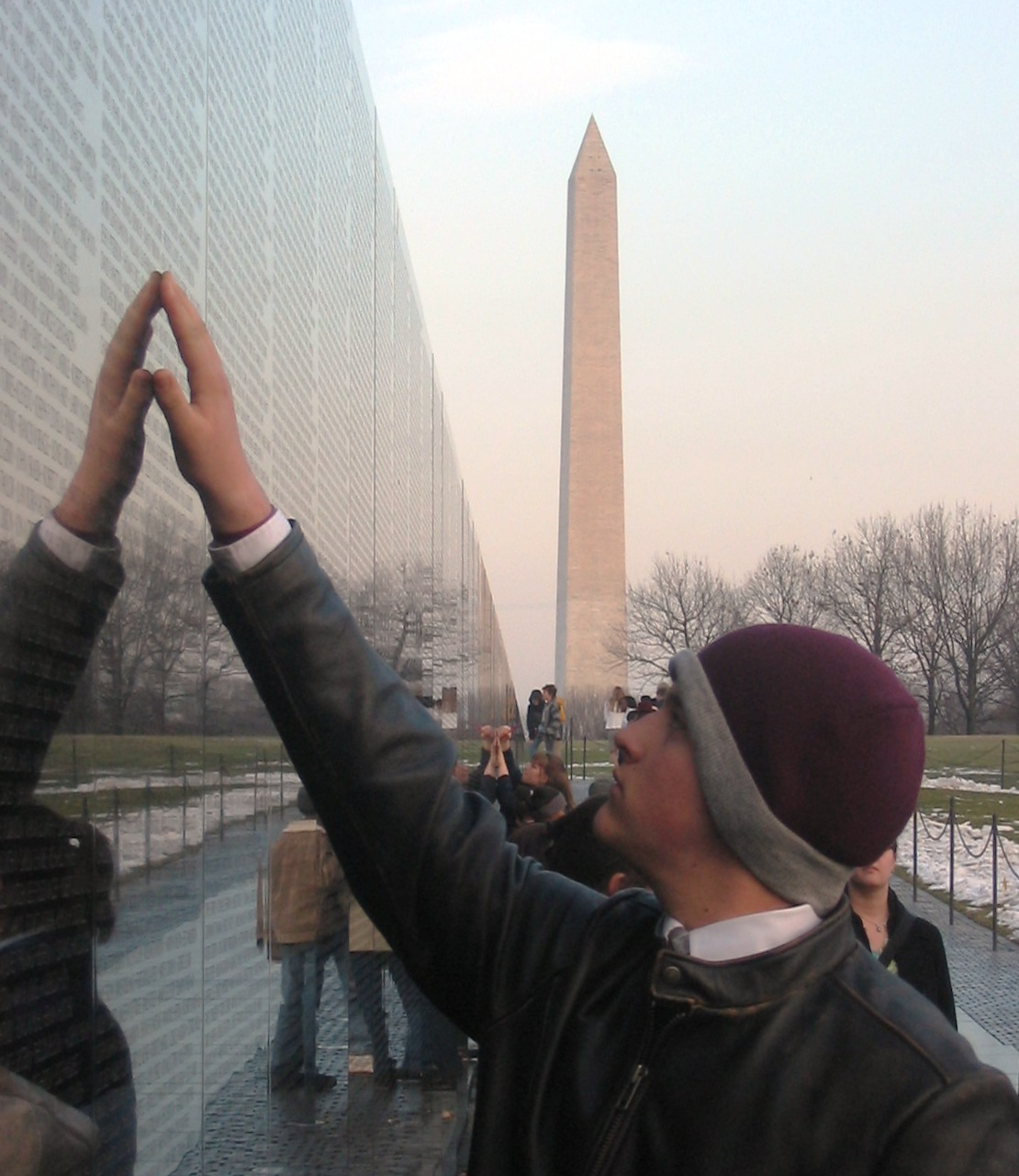
一位男士撫摸越南退伍軍人紀念牆上的名字

- . C-SPAN. November 11, 1992  [May 29, 2015]. （原始内容存档于2022-01-27）. A  number of dignitaries spoke at a ceremony marking the tenth anniversary of the Vietnam Veterans Memorial on a rainy day in Washington, DC. The keynote speakers, former Lebanese hostage Terry Anderson and Vice President-elect Al Gore, Jr., honored the Vietnam War veterans living and dead for their service to their country. Sen. Gore also pledged to investigate every POW and MIA from the Vietnam War, and also improve the veterans health care system. Following the speeches, Sen. Gore and Mr. Scruggs placed a wreath at the base of the Vietnam Veterans Memorial, and a lone bugle player played 'Taps'.
- .   [2022-01-27]. （原始内容存档于2022-03-07）. – Online database of names on the Vietnam Veterans Memorial
- 美國地質調查局地名資訊系統：越战纪念碑
- 美國地質調查局地名資訊系統：越战纪念碑